# Jimmy Case
James Robert Case (nascido em 18 de Maio de 1954) é um jogador de futebol aposentado inglês que jogou que jogou como meio-campista. Ele ficou conhecido por ter um dos chutes mais fortes e ganhou fama com o poderoso time do Liverpool nos anos 70 e início dos anos 80.

## Início da vida
Case foi criado em Allerton e era um vizinho distante do músico Paul McCartney.
Suas credenciais, no entanto, foram estabelecidas localmente durante um jogo de futebol entre o Garston Church Choir e os Allerton Scouts quando ele deu um chute forte no goleiro quando o time dele estava perdendo o jogo.
Embora a equipe de Case tenha perdido, sua lenda nasceu. Houve jogos subsequentes no Springwood Park, onde Case fez a mesma coisa com John Gidman (Everton) e Billy Ashcroft (Middlesbrough).
Embora pequeno em estatura, Case graduou-se através das equipes das escolas e, em seguida, juntou-se ao clube Blue Union. A natureza física desses primeiros jogos afetaria o resto de sua carreira no futebol.
Ao deixar a escola, Case fez um aprendizado como eletricista e continuou mesmo depois de assinar pelo Liverpool e jogar em suas equipes reservas.
Aqueles que conheciam Case na adolescência ficaram surpresos com sua transformação física. Ele sempre teve determinação, mas no momento em que deixou a sua cidade, ele mudou completamente.
Case também estava treinando para se tornar um eletricista, trabalhando o dia todo, mas treinando com Liverpool  duas vezes por semana.

## Carreira

### Liverpool
Case chegou ao Anfield em maio de 1973 e teve sua estreia em 26 de abril de 1975, em uma partida da liga em Anfield contra o Queens Park Rangers. Em 1976, ele era um meio-campista titular e se tornou um artilheiro prolífico para um jogador da sua posição.
O seu primeiro gol pelo clube surgiu aos 68 minutos da vitória por 3-2 sobre o Tottenham Hotspur, em Anfield, em 23 de Agosto de 1975. No final da sua primeira temporada, ele ajudou o Liverpool à ser campeão da Copa da UEFA marcando no primeiro jogo da final contra o Club Brugge.
Case manteve seu lugar na equipe no ano seguinte (1976-1977), com o Liverpool perseguindo um triplo com os títulos da liga, da FA Cup e da Liga dos Campeões da UEFA. Eles foram campeões da liga pela segunda temporada consecutiva, mas perderam a final da FA Cup de 1977 para o Manchester United por 2 a 1. Case foi o autor do gol do Liverpool nesse jogo. Ele voltou ao time poucos dias depois, quando o Liverpool venceu a final da Liga dos Campeões de 1977, vencendo o Borussia Mönchengladbach por 3-1 em Roma.
Case venceu a Liga em 1978–79 e 1979–80 e a Liga dos Campeões mais duas vezes, em 1978 contra o Club Brugge na final e em 1981 contra o Real Madrid com o Liverpool, e acrescentou uma medalha de campeão da Copa da Inglaterra em 1981, mas nessa temporada ele se viu em desuso. O treinador Bob Paisley estava preocupado com a amizade de Case com o meio-campista Ray Kennedy, com os dois regularmente envolvidos em aventuras fora do campo - culminando em ambos sendo acusados de agressão na primavera de 1980 - e com o surgimento de Sammy Lee, Paisley tomou a difícil decisão de mandar embora Case para o Brighton & Hove Albion no verão de 1981.
Case ainda é altamente considerado entre os fãs fiéis de Anfield, ele foi votado em 45º lugar na enquete de 2006 que elegeu os melhores jogadores da história do Liverpool no site oficial do clube.

### Brighton
Case juntou-se ao Brighton em agosto de 1981, ganhando £450.000 e desempenhou um papel importante no sucesso alcançado no Goldstone Ground no início dos anos 80.
No Brighton, Case chegou à final da FA Cup novamente em 1983 e novamente enfrentou o Manchester United. O jogo terminou em 2-2 e eles foram esmagados por 4 a 0 no replay. Nessa altura da temporada eles já haviam sido rebaixados da Primeira Divisão em último lugar. Apesar desse revés, Case permaneceu no Goldstone Ground por quase dois anos depois que os Seagulls foram rebaixados.

### Southampton
Em março de 1985, Case se transferiu para o Southampton por uma taxa nominal de £30.000. Ele logo conquistou os fãs e o clube terminou em quinto no campeonato, mas foram negados na qualificação da Copa da UEFA devido à subsequente proibição de clubes ingleses em competições europeias, devido a Tragédia de Heysel.
Quando McMenemy saiu do clube após o final da temporada, Case foi nomeado capitão do clube pelo novo treinador, Chris Nicholl.
Em sua primeira temporada completa, os Saints chegaram à semifinal da FA Cup, perdendo para o Liverpool em White Hart Lane, em 5 de abril de 1986. O Liverpool ganhou por 2-0 após a prorrogação com dois gols de Ian Rush. A vitória o teria feito o primeiro jogador a aparecer em três finais da FA Cup com diferentes clubes.
Ao longo de seus seis anos no The Dell, Case perdeu velocidade mas compensava isso com uma visão ampliada e excelentes passes. Mesmo com trinta e poucos anos, ele ainda estava entre os melhores meio-campistas da Primeira Divisão.
Ele foi o melhor jogador do ano em 1989 e 1990 e em dezembro de 1990 foi selecionado para representar a Liga de Futebol contra a Liga Irlandesa. Nesta temporada, os Saints terminaram em sétimo na Primeira Divisão. Uma partida particularmente memorável aconteceu em 21 de outubro de 1989, quando o clube derrotou o Liverpool por 4 a 1, com gols de Paul Rideout, Rod Wallace (2) e Matthew Le Tissier, no qual Case controlou o meio-campo. Durante seu tempo no The Dell, no entanto, ele não adicionou grandes troféus à sua lista de honras conquistadas no Liverpool.
Case jogou no meio-campo ao lado de Glenn Cockerill e Barry Horne e ajudou no inico das carreiras de jogadores como Le Tissier, Alan Shearer, Rod Wallace e Jason Dodd. Ian Branfoot sucedeu Nicholl como treinador em junho de 1991 e considerou que o clube poderia dispensar os serviços de Case e ele foi transferido para Bournemouth, decisão que se mostrou muito impopular para os torcedores, especialmente quando Case foi substituído pelo mal sucedido Terry Hurlock.

### Bournemouth, Halifax Town, Wrexham & Brighton novamente
Ele se juntou a Harry Redknapp no Bournemouth e conseguiu jogar 40 jogos da liga na temporada 1991-92 e estava jogando na Terceira Divisão pela primeira vez em toda a sua carreira.
Depois de uma temporada no Bournemouth, ele se transferiu para o Halifax Town, dirigido por John McGrath. Ele jogou lá por 6 meses, antes de ir para o Wrexham, onde ajudou a ganhar a promoção da Divisão 3 no final da temporada 1992-93.
Ele então saiu para o Sittingbourne até voltar ao Brighton em dezembro de 1993, primeiro como jogador e depois como treinador/técnico assumindo o lugar de Liam Brady em novembro de 1995. Ele ainda estava jogando naquela temporada e aos 41 anos foi o mais antigo jogador de campo registrado em qualquer clube da Premier League ou Football League na época. O goleiro de 46 anos, Peter Shilton foi o único jogador mais antigo do que Case naquele momento.
Ele finalmente anunciou sua aposentadoria em 10 de novembro de 1995.

## Após a aposentadoria como jogador
Ele administrou temporariamente o Brighton e acabou sendo rebaixado para a Divisão Três em 1996, antes de ser demitido em novembro de 1996, quando eles estavam em último lugar.
Case mais tarde administrou o Bashley, que jogou na New Forest a uma curta distância de Bournemouth.
Em 2009, Jimmy tornou-se o mascote oficial do grupo de autógrafos e Memorabilia do The Liverpool Legends e é um apresentador regular dos eventos "Meet The Legends" do grupo.

## Títulos

### Jogador
- Primeira Divisão: 1975-76, 1976-77, 1978-79 e 1979-80
- Copa da UEFA: 1976
- Supercopa da Inglaterra: 1976, 1977, 1979 e 1980
- Liga dos Campeões: 1977, 1978 e 1981
- Supercopa da UEFA: 1977
- Copa da Liga Inglesa: 1981

### Individual
- Bravo Prêmio: 1978